# Michail Semjonowitsch Chosin

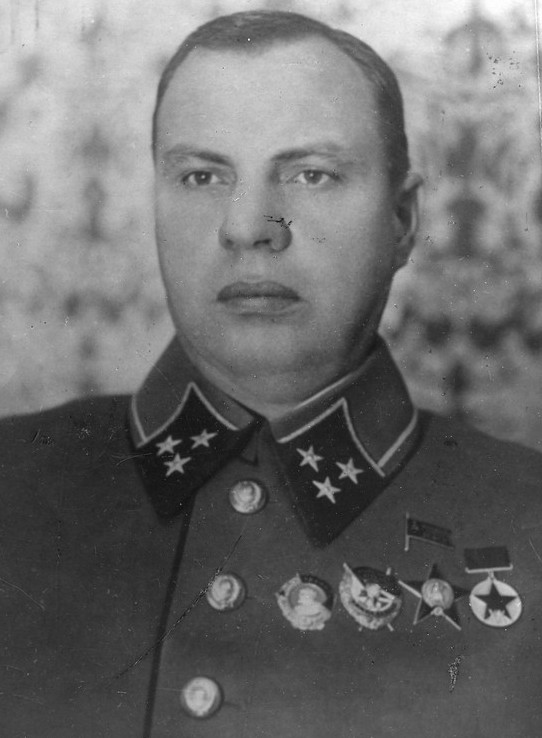
M.S. Chosin

Michail Semjonowitsch Chosin (russisch Михаил Семёнович Хозин, wiss. Transliteration Michail Sjemjonovič Chosin; * 10. Oktoberjul. / 22. Oktober 1896greg. in Skatschicha (Oblast Tambow); † 27. Februar 1979 in Moskau) war ein sowjetischer Generaloberst.

## Leben
Chosin wurde 1915 zum Kriegsdienst in die Zaristische Armee eingezogen, in der er am Ersten Weltkrieg teilnahm. Er war bald Fähnrich und Regimentsadjutant. Im Jahr 1918 trat er sowohl in die Rote Armee und in die Kommunistische Partei ein. Während des Russischen Bürgerkriegs diente er als Kommandeur eines Schützenbataillons, eines Regimentes und einer Brigade im Süden des Landes und im Nordkaukasus.
Nach dem Ende des Bürgerkrieges besuchte Chosin Kurse zur höheren Kommandeursausbildung in der Frunse-Militärakademie, die er 1925 abschloss. Danach war er Befehlshaber von Schützendivisionen und Korps. Daneben schloss er zudem 1930 die Militärpolitische Lenin-Akademie ab. Ab Juli 1937 diente er im Leningrader Militärbezirk zunächst als Inspekteur, ab Dezember als stellvertretender und April 1938 schließlich als Befehlshaber. Ab Januar 1939 hatte er den Posten des Leiters der Frunse-Akademie inne.
Chosin nahm ab Juli 1941 am Deutsch-Sowjetischen Krieg teil, zunächst als Befehlshaber des rückwärtigen Gebietes der Reservearmeen. Dann wurde er stellvertretender und amtierender Generalstabschef  der Leningrader Front, am 26. September wurde er Befehlshaber der 54. Armee. 
Am 27. Oktober 1941 folgte er I.I. Fedjuninski als Oberbefehlshaber der Leningrader Front, in dieser Position war er maßgeblich an der Schlacht um Tichwin beteiligt. Während der Angriffe am Wolchow übernahm er vom 23. April bis 9. Juni auch den Oberbefehl über die Einsatzgruppe Wolchow. Nach dem Scheitern der Ljubaner Operation drängte er zur Weiterführung der bereits aussichtslosen Offensive der bereits von ihren Verbindungen abgeschnittenen 2. Stoßarmee und trug damit maßgebend zu deren Untergang im Wolchowkessel bei. Er wurde am 8. Juni 1942 von L.A. Goworow abgelöst, der bereits seit 23. April die Leningrader Gruppe (8., 23., 42. und 55. Armee) der gleichnamigen Front befehligte.
Chosin kommandierte dann nacheinander bei der Westfront von 8. Juni bis 18. Oktober 1942 die 33. Armee und von 4. Dezember 1942 bis  5. Januar 1943 die 20. Armee. Nachdem er am 19. Januar 1943 in den Rang eines Generalobersts befördert wurde, diente er als stellvertretender Oberbefehlshaber der Westfront und während der Operation Polarstern (Februar/März 1943) kurz als Befehlshaber der nach ihm benannten Spezielle Kräftegruppe Chosin der Nordwestfront. Im Sommer 1943 wurde die 11. Armee unter Chosins Aufsicht für die Orjoler Operation vorbereitet. Ab März 1944 wurde er erneut als Befehlshaber des Leningrader Militärbezirkes eingesetzt.
Nach dem Ende des Krieges leitete Chosin von 1946 bis 1956 verschiedene Militärbildungseinrichtungen. Danach leitete er die Kurse und Fakultäten der Generalstabsakademie, bis er im November 1963 in den Ruhestand ging.